# John Paul Goode
John Paul Goode (Stewartville, Minnesota, 1862. november 21. – Little Point Sable, Michigan, 1932. augusztus 5.) a 20. század elején a legismertebb észak-amerikai geográfus, térképész és tanár. Az USA legtöbb iskolájában használt Goode's World Atlas szerkesztője.

## Élete
Stewartville-ben (Minnesota) született 1862. november 21-én. A BA fokozatot a Minnesotai  Egyetemen 1889-ben, a PhD fokozatot a Pennsylvaniai Egyetemen 1903-ban szerezte meg.

## Munkája
A Pennsylvaniai, majd a Chicagói Egyetemen tanított földrajztudományt, térképészetet és természettant. Az AAG (American Association of Geographers) 1908-as konferenciáján tartott előadásában elemezte a Mercator-vetület torzításait, melyek az USA és Kanada térképein alkalmatlanok az iskolai oktatásban. Ennek a problémának a megoldására dolgozta ki és publikálta 1916-ban az általa homolosine projekciónak nevezett vetületét, mely a hagyományos szinuszos (szinuszoid) vetület zónánkénti (homolografikus) szétdarabolásával keletkezik. Ezt és a hasonló szétdarabolt glóbuszokat használó világtérképeket 1960-ig sok területen előszeretettel alkalmazták.

## Külső hivatkozás
- http://geography.about.com/od/understandmaps/ Archiválva 2013. november 28-i dátummal a Wayback Machine-ben